# Siegfried, 4.º Príncipe de Castell-Rüdenhausen
Siegfried Casimir Friedrich, 4.º Príncipe de Castell-Rüdenhausen (16 de fevereiro de 1916 - 16 de novembro de 2007) foi o chefe do ramo Rüdenhausen da Casa de Castell. 

## Vida
Castell-Rudenhausen nasceu como um membro da Casa de Castell e filho de Casimir, 2.º Príncipe de Castell-Rüdenhausen (1861-1933) e sua esposa a Condessa Mechtild Gräfin von Bentinck (1877-1940), um membro da família Bentinck. Casou-se em 1946, com Condessa Irene de Solms-Laubach (1925-2006). A partir desta união oito crianças nasceram, entre eles:
- João Frederico, 5.º Príncipe de Castell-Rüdenhausen (27 de janeiro de 1948-30 de outubro de 2014) Casou-se com Maria Johanna Gabriela Gräfin von Schönborn-Wiesentheid, com descendência.
- Conde Manto Frederico de Castell-Rüdenhausen (31 de janeiro de 1949) casou com Eva Lorenz, com descendência.
- Condessa Donata de Castell-Rüdenhausen (20 de junho de 1950 - 5 de setembro de 2015) casou em primeiro lugar com o príncipe Luís Fernando da Prússia, com descendência (incluindo Jorge Frederico da Prússia), casou em segundo lugar com o duque Frederico Augusto de Oldemburgo (1936), sem descendência.
- Conde Cristiano de Castell-Rüdenhausen (1952-2010) caou com Carolina Hintzen, com descendência.
- Conde Rupert de Castell-Rüdenhausen (25 de setembro de 1954) casou com Alexandra Baronin von Werthern-Beichlingen, filha de Thilo Graf von Werthern-Beichlingen e de Walpurgis, Princesa de Stolberg-Wernigerode, com descendência.
- Conde Karl de Castell-Rüdenhausen (21 de outubro de 1957)
- Conde Hermann de Castell-Rüdenhausen (26 de junho de 1963) casou com a Princesa Cristina Henriqueta de Waldeck e Pyrmont, filha do Príncipe Jorge-Frederico de Waldeck e Pyrmont e da Princesa Irmgard Sixtina Juliana de Stolberg-Stolberg, com descendência.
- Conde Matthias de Castell-Rüdenhausen (13 de abril de 1966) casou com Christine Blau, sem descendência.

Após a morte de seu pai seguiu seu irmão Rupert (1910 - 1944) sucedeu como chefe da Casa de Castell, Rupert morreu na Segunda Guerra Mundial em 19 de maio de 1951, Siegfried sucedeu-lhe com príncipe e chefe da linha de Castell-Rudenhausen. 
Siegfried morreu em 16 de novembro de 2007 aos 91 anos de idade, seu filho João Frederico sucedeu como 5.º Príncipe de Castell-Rüdenhausen e Chefe da Casa de Castell. 